# Station La Forest-Landerneau
Station La Forest is een spoorweghalte in de Franse gemeente La Forest-Landerneau. Zij wordt bediend door treinen van het netwerk TER Bretagne op de trajecten van Brest naar : Landerneau, Morlaix, Plouaret-Trégor en Quimper.